# Цедрик, Константин Терентьевич
Константин Терентьевич Цедрик (22 октября 1909, Курган — 13 июня 1994, Самара) — советский военный, государственный и политический деятель, генерал-лейтенант авиации (1961 год), заслуженный военный лётчик СССР.

## Биография
Константин Цедрик родился 22 октября 1909 года в городе Кургане Курганского уезда Тобольской губернии, ныне город — административный центр Курганской области.
В 1924 году окончил 5 классов школы в городе Красноярске, в 1928 году — школу ФЗУ.
С 1929 года — на военной службе, призван Красноярским РВК.
В 1931 году окончил Вольскую объединенную летно-техническую школу ВВС, в 1932 году — Борисоглебскую военную авиационную школу летчиков. Служил в строевых частях ВВС (Белорусский военный округ и Дальневосточного фронта).
В августе 1937 года был уволен из армии. В 1938—1939 годах работал пилотом в санитарной авиации. С июня 1939 г. вновь в армии. Командовал звеном, был летчиком-инспектором ВВС Дальневосточного фронта.
С декабря 1941 года командовал истребительным авиационным полком Дальневосточного фронта.
В марте-ноябре 1942 года — заместитель командира 53-й авиационной дивизии.
С 16 декабря 1942 года командовал 253-й штурмовой авиационной дивизией 10-й воздушной армии Дальневосточного фронта. Участник Великой Отечественной войны: с 19 июля по 30 августа 1944 года проходил боевую стажировку в должности командира 265-й истребительной авиационной дивизии 3-го Белорусского фронта. Совершил 17 боевых вылетов на истребителях Як-1, Як-9 и Як-3, лично сбил 1 самолет Heinkel He 111. Участник советско-японской войны в должности командира 253-й штурмовой авиационной дивизии 2-го Дальневосточного фронта. Командовал 253-й авиадивизией до 1 декабря 1946 года.
С 1 декабря 1946 года по — 1 октября 1948 года командир 275-й истребительной авиационной дивизии.
В 1949 году окончил Курсы усовершенствования командного состава (КУКС) при Военно-воздушной академии (Монино), в 1952 году — Военную академию Генерального штаба.
В 1952—1953 годах — заместитель командующего воздушной армией.
В 1953—1955 годах — заместитель командующего ВВС Таврического военного округа по ПВО.
В феврале-октябре 1955 года командовал корпусом.
В 1955—1958 годах — заместитель командующего по ПВО, в 1958—1959 гг. — 1-й заместитель командующего 34-й воздушной армией.
С марта 1959 года по октябрь 1960 года командовал 22-й воздушной армией.
В 1960—1970 годах — командующий ВВС Приволжского военного округа. В 1961 году присвоено звание генерал-лейтенант авиации.
Делегат XXII съезда КПСС.
С января 1970 года в запасе. Жил в городе Куйбышеве (c 1991 года Самара). 
Константин Терентьевич Цедрик умер в Самаре 13 июня 1994 года. Похоронен на Рубёжном кладбище.

## Награды и звания
- Три ордена Красного Знамени  (21 августа 1945 года[2], ?, ?)
- Два ордена Отечественной войны (3 ноября 1944 года[3], 6 апреля 1985 года[4])
- Четыре ордена Красной Звезды (25 мая 1936 года, 19 августа 1944 года[5], ?, ?)
- медали, в т.ч.
  - Медаль «За боевые заслуги» (1944 год)
  - Медаль «За победу над Германией в Великой Отечественной войне 1941—1945 гг.» (5 сентября 1945 года[6])
  - Медаль «За победу над Японией»
- Заслуженный военный лётчик СССР (1969 год)